# Johnny Bristol
Johnny Bristol (Morganton (North Carolina), 3 februari 1939 - Howell, Michigan, 21 maart 2004) was een Amerikaanse zanger, componist en producer. Hij is vooral bekend van de hit Hang on in there baby.

## Biografie
Johnny Bristol werd op 3 februari 1939 als John William Briston in Morganton, North Carolina geboren. Tijdens zijn militaire dienstplicht bij de Amerikaanse luchtmacht leerde hij Jackie Beavers kennen, met wie hij in 1960 het muzikale duo Johnny & Jackie vormde. Ze namen enkele singles op bij Harvey Fuquas label Tri-Phi. Deze singles braken echter niet door bij het grote publiek.
Toen midden jaren zestig Tri-Phi werd overgenomen door Motown gingen Fuqua en Bristol er werken als producer en componist. Bristol produceerde onder meer Ain't no mountain high enough voor Marvin Gaye en Tammi Terrell en Someday We'll Be Together voor Diana Ross & The Supremes. Dat laatste nummer had hij in 1960 geschreven en opgenomen als Johnny & Jackie. Op de versie van The Supremes zingt hij zelf ook mee. Andere artiesten voor wie Bristol nummers produceerde of componeerde waren Edwin Starr, Smokey Robinson, Gladys Knight & the Pips, Michael Jackson, Stevie Wonder, The Four Tops en Junior Walker. In deze periode is hij een tijd getrouwd geweest met Iris Gordy, een nichtje van Motown-oprichter Berry Gordy. Zij kregen samen een dochter. Later trouwde hij met Maude Perry, in 1984 de eerste vrouwelijke burgemeester van Battle Creek (Michigan). Met haar kreeg hij een zoon en een dochter.
In 1973 verliet Bristol Motown en ging naar CBS Records. Een jaar later verruilde hij deze platenmaatschappij voor MGM Records. Daar nam hij als soloartiest enkele albums en singles op. Het nummer Hang on in there baby werd in 1974 een grote hit en bereikte de achtste plaats van de Amerikaanse Billboard Hot 100. In de Nationale  Hitparade bereikte het nummer de achtste plaats, in de Nederlandse Top 40 de tiende plaats en in de Vlaamse BRT Top 30 kwam het tot #16. Het lukte hem daarna niet meer het succes van zijn eerste eigen hit te evenaren. De opvolger You and I kwam in Amerika slechts tot #48. Hetzelfde jaar werd wel zijn nummer Love me for a reason gecoverd, wat een grote hit werd voor The Osmonds en later voor Boyzone.
Na Bristols succesjaar 1974 scoorde hij nog twee kleine Amerikaanse hitjes. Do it to my mind kwam in 1977 tot #43 en in 1980 kwam My guy / My girl, een duet met Amii Stewart, tot #63. Dat laatste nummer was een medley van My guy van Mary Wells en My girl van The Temptations, twee composities van Smokey Robinson. In 1982 bereikte zijn nummer Take me down de tipparade. Gedurende de jaren zeventig en tachtig bleef hij actief als producer en bracht hij soms zelf een album uit. Zijn laatste album werd alleen uitgebracht in Japan en was getiteld Life and love.
In juli 2003 werd Bristol gearresteerd voor ongewenste intimiteiten met een 26-jarige vrouw. Hoewel hij later onschuldig werd bevonden, was de zaak een smet op zijn imago. Acht maanden later, op 21 maart 2004 stierf Johnny Bristol op 65-jarige leeftijd een natuurlijke dood in zijn woonplaats Howell, Michigan. Zijn plannen voor een toer door Engeland en een gospelalbum heeft hij niet kunnen verwezenlijken.

## Discografie

### Singles
| Single met eventuele hitnotering(en) in de Nederlandse Top 40 | Datum van verschijnen | Datum van binnenkomst | Hoogste positie | Aantal weken | Opmerkingen |
| ------------------------------------------------------------- | --------------------- | --------------------- | --------------- | ------------ | ----------- |
| Hang on in there baby                                         |                       | 2-11-1974             | 10              | 8            |             |
| Take me down                                                  |                       | 6-2-1982              | tip12           |              |             |

| Single met hitnotering(en) in de Vlaamse Ultratop 50 | Datum van verschijnen | Datum van binnenkomst | Hoogste positie | Aantal weken | Opmerkingen      |
| ---------------------------------------------------- | --------------------- | --------------------- | --------------- | ------------ | ---------------- |
| Hang on in there baby                                |                       | 1974                  | 16              |              | in de BRT Top 30 |

### NPO Radio 2 Top 2000
Van Johnny Bristol stond alleen Hang on in there baby in 1999 in de NPO Radio 2 Top 2000, op plek 1800.
- Biblioteca Nacional de España: XX866316
- Bibliothèque nationale de France: cb13974500x (data)
- Gemeinsame Normdatei: 128910216
- International Standard Name Identifier: 0000 0001 1638 4721
- Library of Congress Control Number: n91051556
- MusicBrainz: 487672a5-469e-432d-aff7-f8f647e2dfdd
- Nationale Bibliotheek van Israël: 987007295124605171
- SNAC: w6rv408c
- Virtual International Authority File: 49416071
- WorldCat: E39PBJdcDCxH937tKbC4dVwXBP